# 2013년 영국 지방선거

## 선거 개요
2013년 영국 지방선거는 2013년 5월 2일 영국 잉글랜드의 27개 비도시주 의회, 7개의 잉글랜드의 단일 자치구, 웨일스의 단일 행정구인 앵글시섬 의회 선거와 2개의 잉글랜드의 도시의 직선제 시장에 대한 선거로 치러졌다. 전국 지지도는 노동당이 앞섰지만 선거구 구도상 보수당에 유리하게 되어 있어 보수당이 가장 많은 의석을 얻었다. 그러나 의석이 크게 감소하여 보수당의 패배로 평가된다. 우익 성향인 영국 독립당은 지지를 크게 늘렸다.

## 선거결과

### 잉글랜드 지방의회 결과
| 정당 | 정당           | 지역의회 | +/- | 의석수 | +/-  |
| ---- | -------------- | -------- | --- | ------ | ---- |
|      | 보수당         | 18       | −10 | 1136   | −335 |
|      | 노동당         | 3        | 2   | 538    | 291  |
|      | 자유민주당     | 0        | 0   | 352    | 124  |
|      | 영국 독립당    | 0        | 0   | 147    | 139  |
|      | 기타           | 0        | 0   | 187    | 25   |
|      | 녹색당         | 0        | 0   | 22     | 5    |
|      | 웨일스당       | 0        | 0   | 12     | 6    |
|      | 과반 정당 없음 | 14       | 9   | —      | —    |